# Discografia de Charlie Brown Jr.
A discografia da banda Charlie Brown Jr. contém dez álbuns de estúdio, três álbuns ao vivo, duas fitas demo, um EP e nove coletâneas, além de sete DVDs.
Em 1993, a banda gravou sua primeira fita demo, ainda sem nome para a banda. Em 1995, já com o nome Charlie Brown Jr., gravaram sua segunda fita demo, autointitulada de Charlie Brown Jr..
Em 1997, o Charlie Brown Jr. lança seu álbum de estreia, Transpiração Contínua Prolongada, que vendeu em torno de 500 mil cópias. Em 1999, a banda lança o álbum Preço Curto... Prazo Longo, vendendo em torno de 250 mil cópias. Em 2000, repete o sucesso de vendas no álbum Nadando com os Tubarões, onde teve colaboração da cantora Negra Li em duas faixas do álbum. O álbum ficou marcado por ter sido o último álbum com a formação original do grupo, pois o guitarrista Thiago Castanho saiu da banda após a turnê deste álbum, alegando problemas de agenda.
Em 2001, já como um quarteto, a banda lança o álbum 100% Charlie Brown Jr. - Abalando a Sua Fábrica, sem grande repercussão. Em 2002, a banda lança o álbum Bocas Ordinárias, onde consagrou uma das músicas de maior sucesso de sua carreira, "Só Por Uma Noite". Em 2003, é lançado o primeiro álbum ao vivo do grupo, Acústico MTV: Charlie Brown Jr., em CD e DVD, produzido por Tadeu Patolla e transmitido pela MTV Brasil. Em 2004, a banda lança seu sexto álbum de estúdio, Tamo Aí na Atividade, marcando um dos maiores sucessos daquele ano e também o último álbum com a formação original do grupo.
Em 2005, após uma reformulação, a banda modifica, à exceção do vocalista Chorão, todos os integrantes, e, com isso, também a sonoridade do grupo, com o lançamento do álbum Imunidade Musical, onde foram vendidas 100 mil cópias. Em 2007, a banda lança seu oitavo álbum de estúdio, intitulado Ritmo, Ritual e Responsa, que serviu como trilha sonora do filme O Magnata, escrito por Chorão e protagonizado por Paulo Vilhena.
Após uma nova formação e sua saída da EMI, passando para a Sony Music, em 2009, é lançado o álbum Camisa 10 Joga Bola Até na Chuva, marcando a volta do grupo ao topo das paradas de sucesso, vendendo ao todo 100 mil cópias.
Em 2011, a banda anuncia a volta do guitarrista Marcão e do baixista Champignon à banda. Para comemorar, a banda lança, em 2012, seu segundo álbum ao vivo, Música Popular Caiçara, em CD, DVD e blu-ray.
Em 2013, poucos meses após a morte de Chorão e Champignon, é lançado La Familia 013, o último álbum de inéditas da banda e o primeiro póstumo. Até o final do ano de seu lançamento, o álbum havia vendido cerca de 40.000 cópias, o que lhe rendeu uma certificação de disco de ouro.
Em 2021, oito anos após a morte de Chorão e Champignon, no dia 13 de julho, Dia Mundial do Rock, a banda lança o álbum Chegou Quem Faltava, o terceiro e último álbum ao vivo da carreira da banda, que apresenta uma gravação inédita de um show feito pela banda no dia 19 de março de 2011 no Citibank Hall, em São Paulo. No dia 30 de julho, foi lançada uma nova versão do álbum, intitulada Chegou Quem Faltava - Versão do Chorão, com a adição das falas do vocalista em interação com o público.
Desde 1997, quando lançaram o primeiro álbum, o grupo vendeu em torno de 5,5 milhões de cópias, marcando sucessos como "Zóio de Lula", "Não é Sério", "Só por uma Noite", "Ela Vai Voltar (Todos os Defeitos de Uma Mulher Perfeita)" e "Só os Loucos Sabem".

## Álbuns

### Álbuns de estúdio
| Ano  | Álbum                                           | Detalhes                                                                                       | Certificações    |
| ---- | ----------------------------------------------- | ---------------------------------------------------------------------------------------------- | ---------------- |
| 1997 | Transpiração Contínua Prolongada                | - Lançamento: 16 de junho de 1997 - Formatos: CD, download digital - Gravadora: Virgin Records | - : PMB: Platina |
| 1999 | Preço Curto... Prazo Longo                      | - Lançamento: 17 de maio de 1999 - Formatos: CD, download digital - Gravadora: Virgin Records  | - : PMB: Platina |
| 2000 | Nadando com os Tubarões                         | - Lançamento: novembro de 2000 - Formatos: CD, download digital - Gravadora: Virgin Records    | - : PMB: Ouro    |
| 2001 | 100% Charlie Brown Jr. - Abalando a Sua Fábrica | - Lançamento: 12 de novembro de 2001 - Formatos: CD, download digital - Gravadora: EMI         |                  |
| 2002 | Bocas Ordinárias                                | - Lançamento: 6 de dezembro de 2002 - Formatos: CD, LP, download digital - Gravadora: EMI      | - : PMB: Ouro    |
| 2004 | Tamo Aí na Atividade                            | - Lançamento: novembro de 2004 - Formatos: CD, download digital - Gravadora: EMI               | - : PMB: Platina |
| 2005 | Imunidade Musical                               | - Lançamento: 3 de outubro de 2005 - Formatos: CD, download digital - Gravadora: EMI           | - : PMB: Ouro    |
| 2007 | Ritmo, Ritual e Responsa                        | - Lançamento: 15 de novembro de 2007 - Formatos: CD, download digital - Gravadora: EMI         |                  |
| 2009 | Camisa 10 Joga Bola Até na Chuva                | - Lançamento: 25 de setembro de 2009 - Formatos: CD, download digital - Gravadora: Sony Music  | - : PMB: Platina |
| 2013 | La Familia 013                                  | - Lançamento: 8 de outubro de 2013 - Formatos: CD, download digital - Gravadora: Som Livre     |                  |

### Álbuns ao vivo
| Ano  | Álbum                           | Detalhes | Certificações    |
| ---- | ------------------------------- | --- | ---------------- |
| 2003 | Acústico MTV: Charlie Brown Jr. | - Lançamento: 26 de setembro de 2003 - Formatos: CD, DVD, download digital - Gravadora: EMI                     | - : PMB: Platina |
| 2012 | Música Popular Caiçara ao Vivo  | - Lançamento: Maio de 2012 - Formatos: CD, DVD, blu-ray, download digital, streaming - Gravadora: Radar Records |                  |
| 2021 | Chegou Quem Faltava             | - Lançamento: 13 de julho de 2021 - Formatos: CD, DVD, LP, download digital, streaming - Gravadora: Sony Music  | - : PMB: Ouro    |

### Demos
| Ano  | Álbum                      | Detalhes                                                    |
| ---- | -------------------------- | ----------------------------------------------------------- |
| 1993 | Shake / Prostitute Society | - Lançamento: 1993 - Formatos: K7 - Gravadora: Independente |
| 1995 | Charlie Brown Jr.          | - Lançamento: 1995 - Formatos: K7 - Gravadora: Independente |

### EPs
| Ano  | Álbum        | Detalhes                                                      |
| ---- | ------------ | ------------------------------------------------------------- |
| 1999 | Aquele Luxo! | - Lançamento: 1999 - Formatos: EP - Gravadora: Virgin Records |

### Coletâneas
| Ano  | Álbum                                          | Detalhes                                                                                    |
| ---- | ---------------------------------------------- | ------------------------------------------------------------------------------------------- |
| 2007 | De 1997 a 2007                                 | - Lançamento: 2007 - Formatos: CD, download digital - Gravadora: EMI                        |
| 2008 | Perfil: Charlie Brown Jr.                      | - Lançamento: 1 de dezembro de 2008 - Formatos: CD, download digital - Gravadora: Som Livre |
| 2009 | One: Charlie Brown Jr. - 16 Hits               | - Lançamento: 2009 - Formatos: CD, download digital - Gravadora: EMI                        |
| 2011 | Papo Reto                                      | - Lançamento: 2011 - Formatos: CD, download digital - Gravadora: EMI                        |
| 2014 | Novo Millennium - 20 Músicas Para Uma Nova Era | - Lançamento: 2014 - Formatos: CD, download digital - Gravadora: Universal Music            |
| 2015 | A Arte de Charlie Brown Jr.                    | - Lançamento: 2015 - Formatos: CD, download digital - Gravadora: Universal Music            |
| 2017 | Best Of                                        | - Lançamento: 2017 - Formatos: CD, download digital - Gravadora: Universal Music            |
| 2020 | Em Casa                                        | - Lançamento: 2020 - Formatos: Download digital, streaming - Gravadora: Universal Music     |
| 2021 | Chorão: Marginal Alado                         | - Lançamento: 2021 - Formatos: Download digital, streaming - Gravadora: Universal Music     |

### Singles
| Ano  | Single                                                    | Álbum                                           | Certificações     |
| ---- | --------------------------------------------------------- | ----------------------------------------------- | ----------------- |
| 1997 | O Côro Vai Comê                                           | Transpiração Contínua Prolongada                |                   |
| 1997 | Proibida pra Mim (Grazon)                                 | Transpiração Contínua Prolongada                | - : PMB: Ouro     |
| 1998 | Tudo Que Ela Gosta de Escutar                             | Transpiração Contínua Prolongada                | - : PMB: Ouro     |
| 1998 | Quinta-Feira                                              | Transpiração Contínua Prolongada                |                   |
| 1998 | Gimme o Anel                                              | Transpiração Contínua Prolongada                |                   |
| 1999 | Confisco                                                  | Preço Curto... Prazo Longo                      |                   |
| 1999 | Zóio de Lula                                              | Preço Curto... Prazo Longo                      | - : PMB: Ouro     |
| 1999 | Te Levar Daqui                                            | Preço Curto... Prazo Longo                      |                   |
| 2000 | Não Deixe o Mar Te Engolir                                | Preço Curto... Prazo Longo                      |                   |
| 2000 | Rubão, o Dono do Mundo                                    | Nadando com os Tubarões                         |                   |
| 2001 | Não é Sério (ft. Negra Li)                                | Nadando com os Tubarões                         |                   |
| 2001 | Tudo Mudar                                                | Nadando com os Tubarões                         |                   |
| 2001 | Lugar ao Sol                                              | 100% Charlie Brown Jr. - Abalando a Sua Fábrica |                   |
| 2002 | Hoje Eu Acordei Feliz                                     | 100% Charlie Brown Jr. - Abalando a Sua Fábrica |                   |
| 2002 | Como Tudo Deve Ser                                        | 100% Charlie Brown Jr. - Abalando a Sua Fábrica |                   |
| 2002 | Papo Reto (Prazer é Sexo, o Resto é Negócio)              | Bocas Ordinárias                                |                   |
| 2003 | Só por uma Noite                                          | Bocas Ordinárias                                |                   |
| 2003 | Vícios e Virtudes                                         | Acústico MTV: Charlie Brown Jr.                 |                   |
| 2004 | Não Uso Sapato                                            | Acústico MTV: Charlie Brown Jr.                 |                   |
| 2005 | Tamo Aí na Atividade                                      | Tamo Aí na Atividade                            |                   |
| 2005 | Champanhe e Água Benta                                    | Tamo Aí na Atividade                            |                   |
| 2005 | Lutar Pelo Que é Meu                                      | Imunidade Musical                               | - : PMB: Ouro     |
| 2006 | Ela Vai Voltar (Todos os Defeitos de Uma Mulher Perfeita) | Imunidade Musical                               | - : PMB: Diamante |
| 2006 | Senhor do Tempo                                           | Imunidade Musical                               |                   |
| 2006 | Dias de Luta, Dias de Glória                              | Imunidade Musical                               | - : PMB: Platina  |
| 2007 | Não Viva em Vão                                           | Ritmo, Ritual e Responsa                        |                   |
| 2007 | Pontes Indestrutíveis                                     | Ritmo, Ritual e Responsa                        |                   |
| 2008 | Be Myself                                                 | Ritmo, Ritual e Responsa                        |                   |
| 2008 | Uma Criança com Seu Olhar                                 | Ritmo, Ritual e Responsa                        |                   |
| 2008 | Direto e Reto Sempre                                      | Ritmo, Ritual e Responsa                        |                   |
| 2009 | Me Encontra                                               | Camisa 10 Joga Bola Até na Chuva                | - : PMB: Platina  |
| 2010 | Só os Loucos Sabem                                        | Camisa 10 Joga Bola Até na Chuva                | - : PMB: Diamante |
| 2011 | Céu Azul                                                  | Música Popular Caiçara ao Vivo                  | - : PMB: Platina  |
| 2013 | Meu Novo Mundo                                            | La Familia 013                                  |                   |
| 2013 | Um Dia a Gente Se Encontra                                | La Familia 013                                  |                   |

## Videografia

### DVDs
| Ano  | Álbum                            | Detalhes                                                                       | Certificações    |
| ---- | -------------------------------- | ------------------------------------------------------------------------------ | ---------------- |
| 2002 | Charlie Brown Jr. ao Vivo        | - Lançamento: 2002 - Formatos: DVD - Gravadora: EMI                            |                  |
| 2003 | Acústico MTV: Charlie Brown Jr.  | - Lançamento: 26 de setembro de 2003 - Formatos: DVD - Gravadora: EMI          | - : PMB: Platina |
| 2004 | Na Estrada 2003-2004             | - Lançamento: 2004 - Formatos: DVD - Gravadora: EMI                            | - : PMB: Ouro    |
| 2005 | Skate Vibration                  | - Lançamento: 2005 - Formatos: DVD - Gravadora: EMI                            | - : PMB: Ouro    |
| 2008 | Ritmo, Ritual e Responsa ao Vivo | - Lançamento: 2008 - Formatos: DVD - Gravadora: EMI                            |                  |
| 2012 | Música Popular Caiçara ao Vivo   | - Lançamento: Maio de 2012 - Formatos: DVD, blu-ray - Gravadora: Radar Records |                  |
| 2021 | Chegou Quem Faltava              | - Lançamento: 13 de julho de 2021 - Formatos: DVD - Gravadora: Sony Music      |                  |

### Videoclipes
| Ano  | Música                                                    | Diretor                                    | Álbum                                           |
| ---- | --------------------------------------------------------- | ------------------------------------------ | ----------------------------------------------- |
| 1997 | O Côro Vai Comê                                           | Mari Stockler                              | Transpiração Contínua Prolongada                |
| 1997 | Proibida pra Mim (Grazon)                                 | Alex Miranda                               | Transpiração Contínua Prolongada                |
| 1998 | Quinta-Feira                                              | Johnny Araújo e Shin Shikuma               | Transpiração Contínua Prolongada                |
| 1998 | Gimme o Anel                                              | Daniel dos Santos e Romi Atarashi          | Transpiração Contínua Prolongada                |
| 1999 | Confisco                                                  | Johnny Araujo                              | Preço Curto... Prazo Longo                      |
| 1999 | Zóio de Lula                                              | Johnny Araujo                              | Preço Curto... Prazo Longo                      |
| 2000 | Não Deixe o Mar Te Engolir                                | Johnny Araujo                              | Preço Curto... Prazo Longo                      |
| 2000 | Rubão, o Dono do Mundo                                    | Caio Abreia, Chico Abreia e Manitou Felipe | Nadando com os Tubarões                         |
| 2001 | Não é Sério                                               | Caio Abreia, Chico Abreia e Manitou Felipe | Nadando com os Tubarões                         |
| 2001 | Tudo Mudar (ao vivo)                                      | Pedro Inhaez                               | Nadando com os Tubarões                         |
| 2001 | Lugar ao Sol                                              | Zé Antônio                                 | 100% Charlie Brown Jr. - Abalando a Sua Fábrica |
| 2002 | Hoje Eu Acordei Feliz                                     | André Abujamra                             | 100% Charlie Brown Jr. - Abalando a Sua Fábrica |
| 2002 | Papo Reto (Prazer é Sexo, o Resto é Negócio)              | Gus                                        | Bocas Ordinárias                                |
| 2003 | Só por uma Noite                                          | Johnny Araujo                              | Bocas Ordinárias                                |
| 2005 | Tamo Aí na Atividade                                      |                                            |                                                 |
| 2005 | Champanhe e Água Benta                                    | Alex Miranda e Roberto T. Oliveira         | Tamo Aí na Atividade                            |
| 2005 | Lutar Pelo Que é Meu                                      | Alex Cecheti e Gustavo Martinez            | Imunidade Musical                               |
| 2006 | Ela Vai Voltar (Todos os Defeitos de Uma Mulher Perfeita) | Afonso Poyart e Ludmilla Rossi             | Imunidade Musical                               |
| 2007 | Green Goes                                                | Gustavo Ferreiro                           | Imunidade Musical                               |
| 2007 | Não Viva em Vão                                           | Beto Oliveira                              | Ritmo, Ritual e Responsa                        |
| 2007 | Pontes Indestrutíveis                                     | Ludmilla Rossi e Matheus Ruas              | Ritmo, Ritual e Responsa                        |
| 2009 | Me Encontra                                               |                                            | Camisa 10 Joga Bola Até na Chuva                |
| 2010 | Só os Loucos Sabem                                        | Alex Miranda                               | Camisa 10 Joga Bola Até na Chuva                |
| 2012 | Céu Azul                                                  | KondZilla                                  | Música Popular Caiçara ao Vivo                  |
| 2013 | Meu Novo Mundo                                            | Alexandre Abrão                            | La Familia 013                                  |
| 2013 | Um Dia a Gente Se Encontra                                | Alexandre Abrão                            | La Familia 013                                  |
| 2014 | Rock Star                                                 | Alexandre Abrão e Rodrigo Bernardo         | La Familia 013                                  |

### Participação em videoclipes de outras bandas
- (2000) "Vai Pirar" - Jigaboo ft. Charlie Brown Jr.

## Parcerias com outras bandas
- Canção "Vai Pirar" de P.MC e DJ Deco Murphy
- Canção "Vai Pirar" de Jigaboo
- Canção "Marginal Alado", de Sabotage
- Canção "Cantando Pro Santo", de Sabotage
- Canção "Cidadão Comum Refém", do MV Bill.

## Outros
- Canção de abertura do programa Legendários[26]

### Aparições em outros álbuns eparticipações especiaisem outros projetos
| Ano  | Álbum/Coletânea                                  | Artista/Banda   | Música(s)                                                                  | Ref.   |
| ---- | ------------------------------------------------ | --------------- | -------------------------------------------------------------------------- | ------ |
| 1997 | 12 Top Hits da Pan                               | Vários Artistas | O Coro Vai Comê!                                                           | [ 27 ] |
| 1998 | 13 Pop Hits da Pan                               | Vários Artistas | Proibida pra Mim (Grazon)                                                  | [ 28 ] |
| 2001 | Rock Super Positivo                              | Vários Artistas | Proibida pra Mim (Grazon)                                                  |        |
| 2001 | Para Sempre Pop Rock                             | Vários Artistas | Proibida pra Mim (Grazon)                                                  | [ 29 ] |
| 2002 | 11 Hits da Pan                                   | Vários Artistas | Lugar ao Sol                                                               | [ 30 ] |
| 2002 | Radio Brasil - O Som da Jovem Vanguarda          | Vários Artistas | Lugar ao Sol                                                               | [ 31 ] |
| 2002 | Casa dos Artistas                                | Vários Artistas | Como Tudo Deve Ser                                                         | [ 32 ] |
| 2003 | 20 Anos De Rock Brasil - Vol. 4: O Segundo Sol   | Vários Artistas | Proibida pra Mim (Grazon)                                                  | [ 33 ] |
| 2003 | Clipmania                                        | Vários Artistas | Lugar ao Sol                                                               | [ 34 ] |
| 2003 | Universo Brasileiro                              | Vários Artistas | Proibida pra Mim (Grazon)                                                  | [ 35 ] |
| 2003 | Vibe Sound Coca-Cola Vol.1 - Rock Nacional       | Vários Artistas | Só por uma Noite                                                           | [ 36 ] |
| 2004 | 10 Hits da Pan                                   | Vários Artistas | Só por uma Noite                                                           | [ 37 ] |
| 2004 | Malhação 10 Anos                                 | Vários Artistas | Te Levar                                                                   | [ 38 ] |
| 2005 | 10 Hits da Jovem Pan                             | Vários Artistas | Champanhe e Água Benta                                                     | [ 39 ] |
| 2005 | Meu Primeiro Hit! - Rock                         | Vários Artistas | Proibida pra Mim (Grazon)                                                  | [ 40 ] |
| 2005 | O Melhor do Acústico MTV                         | Vários Artistas | Samba Makossa (com Marcelo D2)                                             |        |
| 2005 | O Melhor do Acústico MTV 2                       | Vários Artistas | Hoje (com Marcelo Nova)                                                    |        |
| 2008 | São Paulo Mix Festival 2007                      | Vários Artistas | O Coro Vai Comê! e Senhor do Tempo                                         | [ 41 ] |
| 2009 | Regravações                                      | Vários Artistas | "Geração Coca-Cola" (cover do Legião Urbana)                               |        |
| 2012 | Copacabana: O Melhor Da Música Brasileira Vol. 2 | Vários Artistas | Ela Vai Voltar (Todos os Defeitos de uma Mulher Perfeita)                  | [ 42 ] |
| 2012 | Lado Z Volume 2                                  | Zeca Baleiro    | Proibida pra Mim (Grazon) (versão ao vivo do álbum Música Popular Caiçara) |        |
| 2014 | Você Vai Estar na Minha: Duetos                  | Negra Li        | Não É Sério                                                                | [ 43 ] |

#### Canções em Trilhas Sonoras de Programas de TV ou Novelas
- 1998 - "Proibida pra Mim (Grazon)": Tema do personagem Escova (Mário Frias) na temporada de 1998 de “Malhação Interatividade”.[44]
- 1999-2006 - "Te Levar": Tema de abertura de “Malhação Múltipla Escolha” desde a temporada que estreou em outubro de 1999 até a temporada de 2006.[44]
- 2001 - Tudo mudar: Incluída na trilha sonora do seriado teen Malhação Corrupção temporada de 2001 tema de Bia (Fernanda Nobre) e Léo (Max Fercondini).[45][46]
- 2001-2004 - "Como Tudo Deve Ser": Fez parte da trilha sonora do reality show Casa dos Artistas.[47]
- 2003 - "Só Por Uma Noite":Incluída na trilha sonora de Malhação Destinos Cruzados temporada de 2003.
- 2004 - "Não é Sério": Tema do personagem Lucas (Guilherme Bernard) na novela “Começar de Novo”.[44]
- 2006-2007 - "Lutar pelo Que É Meu": Tema de abertura de “Malhação Famílias Modernas” nas temporadas 2006 e 2007.[44]
- 2007 - "Be Myself": Tema de Marconi Ferraço (Dalton Vigh), o protagonista da novela “Duas Caras”.[44]
- 2010-2017 - "Abertura Legendários": Tema de abertura do programa de humor "Legendários"[26].
- 2011 - "Pra não Dizer que não Falei das Flores":Trilha sonora da novela Amor e Revolução.
- 2013 - "Céu Azul": Tema do casal protagonista Isabel (Juliana Silveira) e Eduardo (Victor Pecoraro) na novela “Balacobaco”, da Record.[44]
- 2013 - "Pontes Indestrutíveis": Tema de Ninho (Juliano Cazarré) na novela "Amor à Vida".
- 2014 - "Meu Novo Mundo": Tema de “Malhação Sonhos” fez parte na trilha sonora da da temporada de 2014-2015.[48]
- 2014 - "Céu Azul": Trilha-sonora da novela Império.[49]
- 2014 - "Pra não Dizer que não Falei das Flores":Trilha sonora da série Plano Alto.